# France Industrie
France Industrie est une organisation professionnelle et un lobby créé en 2018, dirigé par Alexandre Saubot depuis fin 2020. Son but est de promouvoir l’industrie en France et de représenter le secteur et ses membres.
En 2024, l’organisation compte environ 80 adhérents : une cinquantaine de grandes entreprises privées et publiques avec une activité industrielle significative en France, et une trentaine de fédérations sectorielles de l’industrie.
En 2021, France Industrie a lancé un logo tricolore pour les produits "fabriqués en France", facilitant leur identification. Il soutient la réindustrialisation, la préservation des emplois locaux et la réduction de l'empreinte carbone, tout en respectant les normes européennes (produits dont l’origine non préférentielle est française au sens du Code des douanes de l’Union européenne à savoir avec une dernière transformation substantielle réalisée en France).

## Historique
France Industrie est créée début 2018 en réunissant deux organisations préexistantes, le Cercle de l'Industrie et le Groupe des fédérations industrielles (GFI). Son but est d'être la représentation unifiée de l'industrie française, à l'instar de ses homologues allemand (le BDI) ou italien (Confindustria).
Le premier président de France Industrie a été Philippe Varin, ancien président du Cercle de l'Industrie, et son premier vice-président a été Philippe Darmayan, ancien président du GFI. En novembre 2020, Alexandre Saubot en prend la présidence.

## Missions
France Industrie s'engage sur tous les enjeux essentiels pour l'industrie, incluant la compétitivité, l'emploi, la sécurité d'approvisionnement, la transition écologique, l'innovation et le numérique, l'attractivité des territoires, ainsi que la politique industrielle européenne.
France Industrie a pour mission première de mettre en avant le rôle crucial de l'industrie dans l'économie, en tant que moteur de croissance durable. Elle œuvre également à promouvoir et à défendre toutes les actions visant à stimuler l'activité et le développement industriel, tout en améliorant son environnement, tant au niveau national qu'européen.
France Industrie occupe une place centrale en tant qu'interlocuteur privilégié sur tous les sujets industriels en France. Elle propose des solutions aux autorités publiques, collabore étroitement avec les services de l'État et les partenaires sociaux du Conseil National de l'Industrie (CNI), dont elle assure la vice-présidence. Elle est également un interlocuteur clé pour les organisations professionnelles représentant les entreprises industrielles.

## Organisation

### Membres
France Industrie rassemble environ 80 adhérents : une cinquantaine de grandes entreprises privées et publiques, et une trentaine de fédérations industrielles parmi lesquelles l'Association nationale des industries alimentaires, le Groupement des industries françaises aéronautiques et spatiales ou encore l'Union des industries et métiers de la métallurgie.

### Conseil d'administration
Le conseil d'administration de l'organisation est composé de 7 présidents du Collège des Entreprises industrielles, ainsi que de 7 présidents du Collège des Fédérations industrielles. Le président est Alexandre Saubot (DG de Haulotte),[Quand ?].

## Activité de lobbying

### Auprès des institutions de l'Union européenne
France industrie est inscrit depuis 2009 au registre de transparence des représentants d'intérêts auprès de la Commission européenne, et déclare en 2018 pour cette activité des dépenses annuelles d'un montant compris entre 50 000 et 100 000 euros.

### En France
France industrie déclare à la Haute Autorité pour la transparence de la vie publique exercer des activités de lobbying en France pour un montant qui n'excède pas 400 000 euros sur l'année 2023.